# NGC 3877
NGC 3877 este o galaxie spirală situată în constelația Ursa Mare. A fost descoperită în 5 februarie 1788 de către William Herschel. Se află la o distanță de 15,56 megaparseci de Pământ.